# Кирнички
Кирнички (укр. Кирнички, рум. Fântâna-Zânelor) — село, относится к Суворовской поселковой общине Измаильского района Одесской области Украины.
Почтовый индекс — 68650. Телефонный код — 4841. Занимает площадь 0,325 км². Код КОАТУУ — 5122082601.
Расположено в северо-восточной части Измаильского района. Расстояние до районного центра — 48 км, до областного — 207 км.

## История
После русско-турецкой войны (1806—1812) и обмена населением между Российской Империей и Отоманской, в 1814 г. на территории села появились первые немногочисленные поселенцы из молдаван и украинцев. Однако массовое заселение болгарами происходило в 1828—1830 гг. В XIX веке положение болгар под гнётом турок стало невыносимым. Многочисленные русско-турецкие войны стали поводом для переселения болгар в Россию.
Первоначальное название — Фантына-Дзинилор (Fântâna Zânelor в переводе — колодец фей) просуществовало вплоть до 1947 г.
В селе расположен памятник архитектуры — Свято-Успенская церковь, построенная в 1841 г. и работает по сегодняшний день. Возведена в стиле классицизма из известняка, оштукатуренная, крестовокупольная, в плане крестовая. На западном, северном и южном фасадах — четырехколонные портики тосканского ордера, увенчанные треугольными фронтонами. Перекрыта полуциркульными сводами, средняя часть — полусферическим куполом на высоком круглом барабане, который поддерживается парусами, лежащими на арках.

## Население и национальный состав
Население по переписи 2001 года составляло 2241 человек, распределение населения по родному языку было следующим (в % от общей численности населения):
По Кирничанскому сельскому совету: украинский — 4,33 %; русский — 4,46 %; белорусский — 0,04 %; болгарский — 88,53 %; гагаузский — 0,36 %; молдавский — 2,23 %.